# Yambol Peak
Der Yambol Peak (bulgarisch връх Ямбол wrach Jambol) ist ein 300 m hoher Berg auf der Livingston-Insel im Archipel der Südlichen Shetlandinseln. Im Friesland Ridge der Tangra Mountains ragt er 1,4 km südöstlich des Shumen Peak, 4,75 km nordöstlich des Botev Point und 4,6 km westsüdwestlich des Samuel Point auf. Der Tarnowo-Piedmont-Gletscher befindet sich westlich von ihm, der Prespa-Gletscher nordöstlich.
Die bulgarische Kommission für Antarktische Geographische Namen benannte den Berg 2002 nach der Stadt Jambol im Südosten Bulgariens.